# Pseudocalotes brevipes
Espèce
Synonymes
- Calotes brevipes Werner, 1904
- Acanthosaura quinquicarinata Fan, 1931

Statut de conservation UICN

 LC  : Préoccupation mineure
Pseudocalotes brevipes est une espèce de sauriens de la famille des Agamidae.

## Répartition
Cette espèce se rencontre dans le nord du Viêt Nam et au Guangxi en République populaire de Chine.

## Étymologie
Le nom spécifique brevipes vient du latin brevis, court, et de pes, le pied, en référence à l'aspect de ce saurien.

## Publication originale
- Werner, 1904 : Beschreibung neuer Reptilien aus den Gattungen Acanthosaura, Calotes, Gastropholis und Typhlops. Zoologische Anzeiger, vol. 27, p. 461-464 (texte intégral).